# Урейское сельское поселение (Мордовия)
Урейское се́льское поселе́ние — упразднённое муниципальное образование в Темниковском районе Мордовии Российской Федерации.
Административный центр — село Урей 3-й.

## История
Образовано в 2005 году в границах сельсовета.
Законом Республики Мордовия от 15 июня 2015 года, Булаевское сельское поселение и одноимённый ему сельсовет были упразднены (населённые пункты были включены в Урейское сельское поселение и одноимённый ему сельсовет).
Законом от 19 мая 2020 года, в июне 2020 года были упразднены Староковыляйское и Урейское сельские поселения и одноимённые им сельсоветы (населённые пункты включены в Пурдошанское сельское поселение и одноимённый ему сельсовет).

## Население
| 2002 | 2010 | 2012 | 2013 | 2014 | 2015 | 2016 |
| ---- | ---- | ---- | ---- | ---- | ---- | ---- |
| 550  | ↘431 | ↘420 | ↘404 | ↘379 | ↘359 | ↗489 |
| 2017 | 2018 | 2019 | 2020 |      |      |      |
| ↘462 | →462 | ↘441 | ↘430 |      |      |      |

## Состав сельского поселения
| № | Населённый пункт      | Тип населённого пункта | Население |
| - | --------------------- | ---------------------- | --------- |
| 1 | Айсино                | деревня                | ↘0        |
| 2 | Булаево               | село                   | ↘166      |
| 3 | Старая Ямская Слобода | село                   | ↘6        |
| 4 | Урей 3-й              | село                   | ↘416      |
| 5 | Чекаевка              | деревня                | ↘9        |